# تطبق المياه

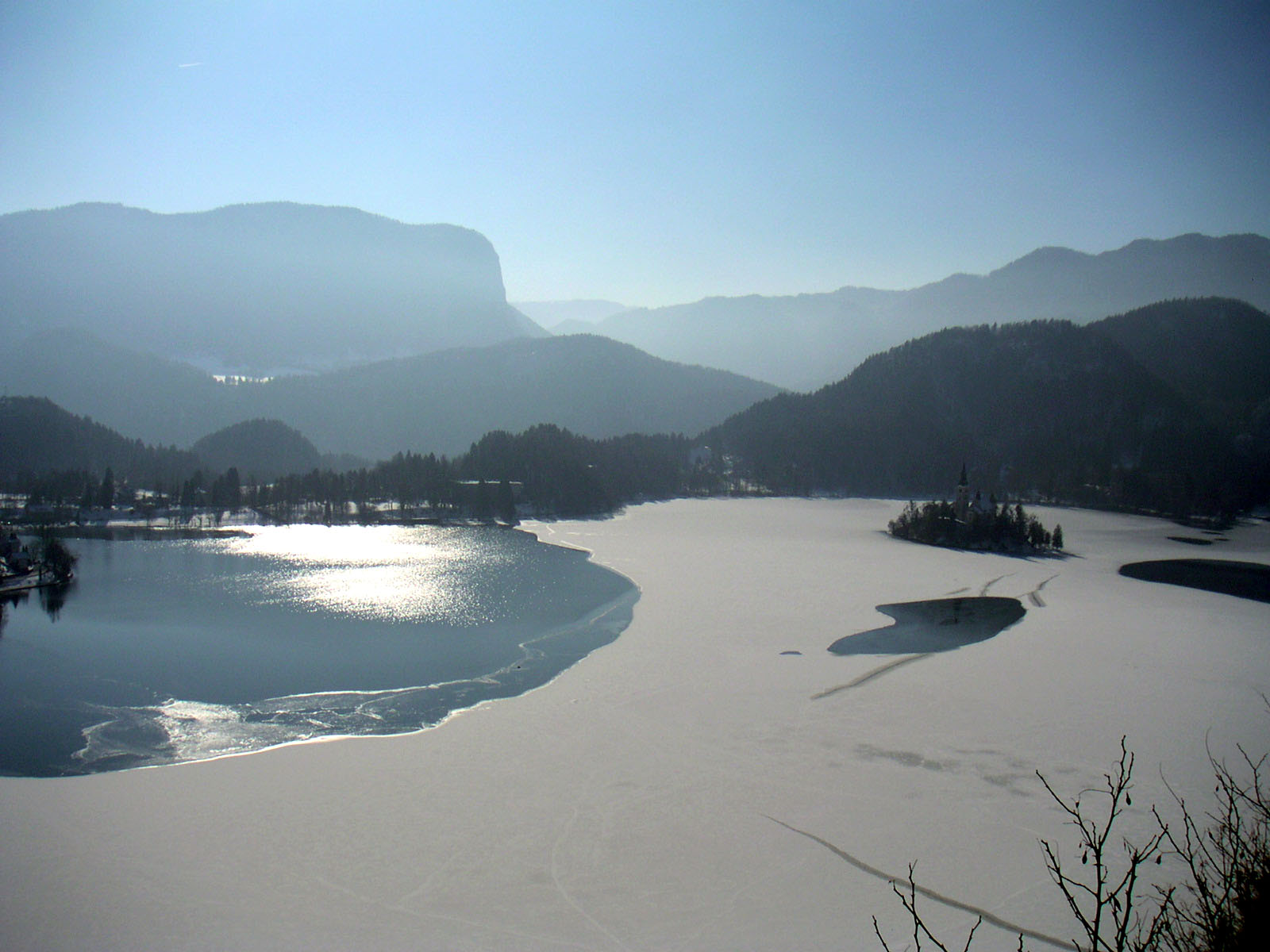

تطبق المياه (أو التدرج المائي ) هي ظاهرة بيئية تحصل عندما تنقسم كتل المياه في البحيرات أو البحار والمحيطات إلى طبقات نتيجة اختلاف الخصائص من ملوحة (تدرج ملحي) والأكسجة (تدرج كيميائي) والكثافة (منحدر الكثافة) ودرجة الحرارة (منحدر حراري)، حيث تعمل تلك الطبقات على تشكيل ما يشبه الحواجز التي تعيق امتزاج المياه مما يقود إلى حالة من نقص الأكسجين. تترتب الطبقات عادة حسب الكثافة، بشكل تكون الطبقات الأعلى كثافة موجودة في الأسفل.
يؤدي تطبق المياه إلى تشكيل حواجز للمواد المغذية مما يعيق انتقالها بين الطبقات المتشكلة، الأمر الذي يؤثر على الإنتاج الأولي في المناطق المحيطة وذلك بالحد من عمليات التركيب الضوئي، والذي بدوره يحد من التكاثر في المياه.

## حسب نوع الجسم المائي

### المحيطات
التقسيم الطبقي للمحيطات هو الانفصال الطبيعي لمياه المحيط إلى طبقات أفقية حسب الكثافة، ويحدث في جميع أحواض المحيطات. المياه الأكثر كثافة هي أقل من المياه الخفيفة، مما يمثل التقسيم الطبقي المستقر. البيكنوكلين هي الطبقة التي يكون فيها معدل التغير في الكثافة أكبر.

### مصبات الأنهار
المصب عبارة عن جسم ساحلي مغلق جزئيًا من المياه قليلة الملوحة يتدفق فيه نهر أو مجاري واحدة أو أكثر، وله اتصال حر بالبحر المفتوح. 

### البحيرات
التقسيم الطبقي للبحيرات، بشكل عام شكل من أشكال التقسيم الطبقي الحراري الناجم عن تغيرات الكثافة بسبب درجة حرارة الماء، هو تكوين طبقات منفصلة ومتميزة من الماء أثناء الطقس الدافئ، وأحيانًا عندما تتجمد. تُظهر البحيرات الطبقية عادةً ثلاث طبقات متميزة، طبقة الإبيلمنيون التي تشتمل على الطبقة الدافئة العلوية، الطبقة الحرارية (أو المعدن): الطبقة الوسطى، والتي قد يتغير عمقها على مدار اليوم، والطبقة المنخفضة الباردة التي تمتد إلى قاع البحيرة.
التقسيم الطبقي الحراري للبحيرات هو عزل عمودي لأجزاء من المسطح المائي عن الاختلاط الناتج عن تباين درجات الحرارة على أعماق مختلفة في البحيرة، ويعود إلى اختلاف كثافة الماء باختلاف درجة الحرارة. الماء البارد أكثر كثافة من الماء الدافئ الذي له نفس الملوحة، ويتكون الإبيلمنيون عمومًا من ماء ليس بكثافة الماء الموجود في الهايبليمنيون. ومع ذلك فإن درجة حرارة الكثافة القصوى للمياه العذبة هي 4 درجات مئوية. في المناطق المعتدلة حيث ترتفع درجة حرارة مياه البحيرة وتبرد خلال الفصول، يحدث نمط دوري من الانقلاب الذي يتكرر من سنة إلى أخرى حيث تبرد المياه في أعلى البحيرة وتنخفض (انظر التقسيم الطبقي المستقر وغير المستقر). على سبيل المثال في البحيرات الديميكية تنقلب مياه البحيرة خلال فصلي الربيع والخريف. تحدث هذه العملية بشكل أبطأ في المياه العميقة، ونتيجة لذلك قد يتشكل شريط حراري. إذا استمر التقسيم الطبقي للمياه لفترات طويلة، تكون البحيرة ميروميتية.

## اقرأ أيضاً
- علم البيئة
- علم المحيطات